# Sint-Luciatroepiaal
De Sint-Luciatroepiaal (Icterus laudabilis) is een zangvogel uit de familie Icteridae (troepialen).

## Verspreiding en leefgebied
Deze soort is endemisch op het eiland Saint Lucia, een onafhankelijke eilandnatie in het Caribisch gebied.